# 조디악 나이츠
《조디악 나이츠》(폭렬비차)(중국어: 爆裂飛車, 영어: Opti-Morphs → Screechers Wild!)는 중국의 텔레비전 애니메이션으로, 제작사는 올디(奧迪雙鑽)(Auldey)(알파 애니메이션(奧飛動漫)/알파 그룹(奧飛娛樂))이다. 처음에는 《메가파이터》(機甲獸神)(중국판 버그파이터)(2010년 ~ 2011년)의 리부트로 시작되었지만 제목의 "機甲獸神"은 시즌 2부터 삭제되었다. 《듀비카》(獵車獸魂/爆速合體)/《듀얼몬스터카》(超變獸車俠)와 마찬가지로 《터닝메카드》에 영향을 많이 받은 듯 하다. 《듀비카》(獵車獸魂/爆速合體)/《듀얼몬스터카》(超變獸車俠)와 함께 "중국판 메카드"로 불리고 있으며 코인을 대면 360도 회전하면서 자동차 모드에서 로봇 모드로 변신하는 게 특징이다.
중국에서는 2016년 3월 14일부터  방영되고 있다. 국내에서는 시즌 2만가 대교어린이TV, 카툰네트워크 코리아, KBS 키즈에서 2017년 9월 18일부터 2017년 12월 12일까지 방영되었다.

## 시즌 2 줄거리
미래를 볼 수 있는 능력을 가진 플라네테스(主星)의 로제 공주(洛晴公主)는 수천년 동안 평화롭던 우주에 사악한 로사(羅煞)가 부활하여 우주의 평화를 위협하려는 것을 감지한다. 우주의 평화를 지키고 로사를 막을 수 있는 이들은 바로 별자리의 힘을 지닌 12명의 별자리 기사(星座戰士)들이다. 로제 공주 일행이 첫 번째로 찾은 이들은 바로 지구별에 있는 카이(飛倫)와 진(擎鋒) 형제. 마침 이들을 제거하려고 나타난 로사의 부하 이블(夜羽)과의 대결을 통해 카이와 진이 별자리 기사의 자격이 있음을 확인하고 이들과 함께 다른 별로 별자리 기사를 찾아 떠난다.

## 등장 메카(조디악)

### 시즌 1 (機甲獸神 爆裂飛車) (2016년) (방송사:자자 카툰(嘉佳卡通))
질속(疾速) 시리즈 (No.01 ~ No.06)
- No.01 "풍폭 엽응(風暴獵鷹)" (성별: ♂) (변신 형태: 독수리) (속성: 바람(風)) (에너지 코인(晶片): 1종) (파트너: 카이(飛倫)(더블 주인공 중 한 명)) (제1회부터 등장)
- No.02 "폭선 비룡(爆旋飛龍)" (성별: ♂) (변신 형태: 프테라노돈) (속성: 불(火)) (에너지 코인(晶片): 1종) (파트너: 진(擎鋒)(카이의 동생)(더블 주인공 중 한 명)) (제2회부터 등장)
- No.03 "마갈 패왕(魔蠍霸王)" (성별: ♂) (변신 형태: 전갈) (속성: 천둥(雷)) (에너지 코인(晶片): 1종) (파트너: 광호(狂虎)(악역)) (제1회부터 등장)
- No.04 "연옥 강조(煉獄鋼爪)" (성별: ♀) (변신 형태: 거미) (속성: 얼음(冰)) (에너지 코인(晶片): 1종) (파트너: 적주(赤珠)(악역)) (제2회부터 등장)
- No.05 "초음 전복(超音戰蝠)" (성별: ♂) (변신 형태: 박쥐) (속성: 얼음(冰)) (에너지 코인(晶片): 1종) (파트너: 개삽(凱颯)(악역)) (제7회부터 등장)
- No.06 "폭뢰 강갑(爆雷鋼甲)" (성별: ♂) (변신 형태: 장수풍뎅이) (속성: 천둥(雷)) (에너지 코인(晶片): 1종) (파트너: 뢰낙(雷諾)(친구)) (제4회부터 등장)

강습(強襲) 시리즈 (No.07 ~ No.12)
- No.07 "절지 웅사(絕地雄獅)" (성별: ♂) (변신 형태: 검치호랑이) (속성: 얼음(冰)) (에너지 코인(晶片): 1종) (파트너: 카이(飛倫)(진의 형)(더블 주인공 중 한 명)) (제11회부터 등장)
- No.08 "굉천 폭룡(轟天爆龍)" (성별: ♂) (변신 형태: 티라노사우루스) (속성: 천둥(雷)) (에너지 코인(晶片): 1종) (파트너: 진(擎鋒)(카이의 동생)(더블 주인공 중 한 명)) (제11회부터 등장)
- No.09 "김강 명성(金剛冥猩)" (성별: ♂) (변신 형태: 고릴라) (속성: 불(火)) (에너지 코인(晶片): 1종) (파트너: 용두(龍鬥)(악역)) (제8회부터 등장)
- No.10 "총림 잠복자(叢林潛伏者)" (성별: ♂) (변신 형태: 사마귀) (속성: 바람(風)) (에너지 코인(晶片): 1종) (파트너: 무택(武澤)(친구)) (제11회부터 등장)
- No.11 "심연 거악(深淵巨鱷)" (성별: ♂) (변신 형태: 악어) (속성: 바람(風)) (에너지 코인(晶片): 1종) (파트너: 니우(尼宇)(친구)) (제15회부터 등장)
- No.12 "렬파 염룡(烈破炎龍)" (성별: ♂) (변신 형태: 스테고사우루스) (속성: 불(火)) (에너지 코인(晶片): 1종) (파트너: 니진(尼震)(니우의 동생)(친구)) (제15회부터 등장)

저격(狙擊) 시리즈 (No.13 ~ No.16)
- No.13 "강조 전웅(鋼爪戰熊)" (성별: ♂) (변신 형태: 곰) (속성: 천둥(雷)) (에너지 코인(晶片): 1종) (파트너: 택탑(澤塔)(친구)(제40회로 사망)) (제1회부터 등장)
- No.14 "비취석 룡(翡翠石龍)" (성별: ♂) (변신 형태: 트리케라톱스) (속성: 얼음(冰)) (에너지 코인(晶片): 1종) (파트너: 뢰낙(雷諾)(친구)) (제26회부터 등장)
- No.15 "렬화 광우(烈火狂牛)" (성별: ♂) (변신 형태: 황소) (속성: 불(火)) (에너지 코인(晶片): 1종) (파트너: 마혁(馬赫)(친구)) (제1회부터 등장)
- No.16 "렬공 비마(裂空飛馬)" (성별: ♂) (변신 형태: 페가수스) (속성: 바람(風)) (에너지 코인(晶片): 1종) (파트너: 안아(安雅)(별명: 혁분홍 호사(赫粉紅護士))(히로인)) (제3회부터 등장)

격주(激走) 시리즈 (No.17)
- No.17 "서혼 전호(噬魂戰虎)" (성별: ♂) (변신 형태: 호랑이) (속성: 얼음(冰)) (에너지 코인(晶片): 1종) (파트너: 개삽(凱颯)(악역)) (제33회부터 등장) (제40회로 사망)
- 요명 뢰우(妖冥雷羽) (성별: ♂) (변신 형태: 매) (속성: 천둥(雷)) (에너지 코인(晶片): 1종) (파트너: 백정(白晶)(악역)) (제28회부터 등장) (완구 미출시)
- 진홍 거망(真紅巨蟒) (성별: ♂) (변신 형태: 3개 달린 뱀) (속성: 불(火)) (에너지 코인(晶片): 1종) (파트너: 흑요(黑曜)(악역)) (제30회부터 등장) (완구 미출시)

요새 (완구 미출시)
- 마환 파괴신(魔幻破壞神) (최종보스) (속성: 어둠(黑暗)) (에너지 코인은 필요하지 않다) (파트너: 오자 박사(傲咨博士)(악역)(제40회로 사망)) (제38회부터 등장) (제40회에서 멸망)
- 폭렬 기동왕(爆裂機動王) (속성: 빛(光明)) (에너지 코인은 필요하지 않다) (파트너: 카이&진(飛倫&擎鋒)(더블 주인공)) (제39회부터 등장)

### 시즌 2 (爆裂飛車2 星能覺醒) (2017년) (방송사:툰맥스(哈哈炫動))
싱글(新疾速) 시리즈 (No.20 ~ No.23)
- No.20 "스톰 나이트(風暴聖騎)" (성별: ♂) (변신 형태: 전사 로봇) (속성: 바람(風)) (별자리: 남십자자리) (에너지 코인(晶片): 1종) (파트너: 카이(飛倫)(더블 주인공 중 한 명)) (제1회(제41회)부터 등장) (제25회(제65회)로 사망)
- No.21 "피닉스 헌터(爆旋獵兵)" (성별: ♂) (변신 형태: 전사 로봇) (속성: 불(火)) (별자리: 북두칠성) (에너지 코인(晶片): 1종) (파트너: 진(擎鋒)(카이의 동생)(더블 주인공 중 한 명)) (제1회(제41회)부터 등장) (제25회(제65회)로 사망)
- No.22 "블랙 울프(怒岩魔狼)" (성별: ♂) (변신 형태: 늑대) (속성: 땅(土)) (별자리: 이리자리) (에너지 코인(晶片): 1종) (파트너: 아울(零梟)(악역)) (제3회(제43회)부터 등장)
- No.23 "토네이도 이글(漩渦邪凰)" (성별: ♂) (변신 형태: 독수리) (속성: 물(水)) (별자리: 봉황자리) (에너지 코인(晶片): 1종) (파트너: 이블(夜羽)(악역)) (제1회(제41회)부터 등장)

더블(決鬥) 시리즈 (No.24 ~ No.28)
- No.24 "안텔롭(赤角火羚)" (성별: ♂) (변신 형태: 양) (속성: 불(火) & 땅(土)) (별자리: 양자리) (에너지 코인(晶片): 2종) (파트너: 루이(陽烈)(친구)) (제3회(제43회)부터 등장)
- No.25 "스콜피온 킹(激流帝蠍)" (성별: ♂) (변신 형태: 전갈) (속성: 물(水)) (별자리: 전갈자리) (에너지 코인(晶片): 2종) (파트너: 스카(易霖)(친구)) (제4회(제44회)부터 등장)
- No.26 "더블 드래곤(鋼翼戰龍)" (성별: ♂) (변신 형태: 2개 달린 드래곤) (속성: 바람(風)) (별자리: 천칭자리) (에너지 코인(晶片): 2종) (파트너: 그리니(逐峰)(악역)) (제6회(제46회)부터 등장)
- No.27 "드림 트윈(夢幻雙星)" (성별: ♀) (변신 형태: 2개 달린 그리핀) (속성: 바람(風)) (별자리: 쌍둥이자리) (에너지 코인(晶片): 2종) (파트너: 스노우&문(映雪&映月)(친구)) (제9회(제49회)부터 등장)
- No.28 "파이언(烈焰狂獅)" (성별: ♂) (변신 형태: 사자) (속성: 불(火)) (별자리: 사자자리) (에너지 코인(晶片): 2종) (파트너: 레오(熾勇)(친구)) (제12회(제52회)부터 등장)

트리플(爆擊) 시리즈 (No.29 ~ No.32)
- No.29 "킹 나이트(蒼穹爆王)" (성별: ♂) (변신 형태: 날개 켄타우로스 기사) (속성: 바람(風) & 불(火)) (별자리: 궁수자리) (에너지 코인(晶片): 3종) (파트너: 카이(飛倫)(더블 주인공 중 한 명)) (제17회(제57회)부터 등장)
- No.30 "헤비 아머(重裝鎧王)" (성별: ♂) (변신 형태: 게) (속성: 불(火) & 물(水)) (별자리: 게자리) (에너지 코인(晶片): 3종) (파트너: 진(擎鋒)(카이의 동생)(더블 주인공 중 한 명)) (제16회(제56회)부터 등장)
- No.31 "돌핀 소닉(音波鬥魚)" (성별: ♀) (변신 형태: 2개 달린 돌고래) (속성: 물(水) & 바람(風)) (별자리: 물고기자리) (에너지 코인(晶片): 3종) (파트너: 로제 공주(洛晴公主)(히로인)) (제20회(제60회)부터 등장)
- No.32 "셰도우 데몬(裂地崩龍)" (성별: ♂) (변신 형태: 여자 드래곤 라이더) (속성: 땅(土)) (별자리: 처녀자리) (에너지 코인(晶片): 3종) (파트너: 그렉(古磊)(악역)) (제18회(제58회)부터 등장)

슈팅(爆發) 시리즈 (No.33 ~ No.35)
- No.33 "카프리콘(巨岩摩羯)" (성별: ♂) (변신 형태: 바다염소) (속성: 땅(土)) (별자리: 염소자리) (에너지 코인(晶片): 3종) (파트너: 지니(天勁)(친구)) (제8회(제48회)부터 등장)
- No.34 "썬더 자이언트(霹靂巨靈)" (성별: ♂) (변신 형태: 물탱크 로봇) (속성: 바람(風)) (별자리: 물병자리) (에너지 코인(晶片): 3종) (파트너: 디안(丁易)(친구)) (제13회(제53회)부터 등장)
- No.35 "자이언트 토러스(撼地神牛)" (성별: ♂) (변신 형태: 황소) (속성: 땅(土)) (별자리: 황소자리) (에너지 코인(晶片): 3종) (파트너: 토러스(狂曜)(친구)) (제22회(제62회)부터 등장)

훅(新強襲) 시리즈 (No.36)
- No.36 "데블 팬텀(虛空魅影)" (성별: ♂) (변신 형태: 탈) (속성: 어둠(暗)) (에너지 코인(晶片): 4종) (파트너: 그렉(古磊)(악역)) (제14회(제54회)부터 등장)

울트라(激鬥) 시리즈 (No.37)
- No.37 "세인트 조디악(源始星神)" (성별: ♂) (변신 형태: 전사 로봇) (속성: 바람(風) & 불(火) & 물(水) & 땅(土)) (에너지 코인(晶片): 4종) (파트너: 카이&진(飛倫&擎鋒)(더블 주인공)) (제25회(제65회)부터 등장)
- 아슈라 킹(修羅冥皇) (시즌 2의 최종보스) (시즌 3에도 등장) (성별: ♂) (변신 형태: 날개와 뱀팔 로봇) (속성: 어둠(暗)) (별자리: 땅꾼자리) (에너지 코인(晶片): 5종) (파트너: 로사(羅煞)(악역) (시즌 2 제23회(제63회)~제26회(제66회)) (시즌 3 제52회(제118회)로 사망) → 상관 명(上官冥)(악역) (시즌 3 제28회(제94회)~제47회(제113회)) (시즌 3 제52회(제118회)로 사망)) (시즌 2 제23회(제63회)부터 등장) (시즌 3 제47회(제113회)로 사망) (원래는 완구로 출시할 예정이었으나 아쉽게도 계획이 취소되었다고 한다)

### 시즌 3 (爆裂飛車3 獸神合體（星能覺醒2）) (2018년 ~ 2019년) (방송사:중경 아동 채널(重慶少兒頻道)(파트 1) → 자자 카툰(嘉佳卡通) (파트 2))
합체 련번(合體連翻) 시리즈 (No.01 ~ No.04)
- No.01 "질영풍(疾影風)" (시즌 5에도 등장) (성별: ♂) (변신 형태: 드래곤) (속성: 바람(風)) (에너지 코인(晶片): 2종) (파트너: 카이(飛倫)(더블 주인공 중 한 명)) (제1회(제67회)부터 등장)
- No.02 "무진화(無盡火)" (시즌 5에도 등장) (성별: ♂) (변신 형태: 트리케라톱스) (속성: 불(火)) (에너지 코인(晶片): 2종) (파트너: 진(擎鋒)(카이의 동생)(더블 주인공 중 한 명)) (제3회(제69회)부터 등장)
- No.03 "뢰폭(雷暴)" (시즌 5에도 등장) (성별: ♂) (변신 형태: 독수리) (속성: 물(水)) (에너지 코인(晶片): 2종) (파트너: 하괴(何魁)(악역)) (제1회(제67회)부터 등장)
- No.04 "거암(巨岩)" (시즌 5에도 등장) (성별: ♂) (변신 형태: 가고일) (속성: 땅(土)) (에너지 코인(晶片): 2종) (파트너: 정학(丁鶴)(악역)) (제8회(제74회)부터 등장)

합체 탈정(合體奪晶) 시리즈 (No.05 ~ No.09)
- No.05 "사폭류(沙暴流) & 용염폭(熔炎爆)" (시즌 5에도 등장) (성별: ♂) (변신 형태: 벨로키랍토르 (사폭류) & 티라노사우루스 (용염폭)) (속성: 땅(土) (사폭류) & 불(火) (용염폭)) (에너지 코인(晶片): 3종) (파트너: 진(擎鋒)(카이의 동생)(더블 주인공 중 한 명)) (제18회(제84회)부터 등장)
- No.06 "빙봉설(冰封雪)" (성별: ♂) (변신 형태: 눈사람 로봇) (속성: 물(水)) (에너지 코인(晶片): 2종) (파트너: 주호(周皓)(친구)) (제1회(제67회)부터 등장)
- No.07 "렬지염(裂地炎)" (성별: ♂) (변신 형태: 미노타우로스) (속성: 불(火)) (에너지 코인(晶片): 2종) (파트너: 주호(周皓)(친구)) (제1회(제67회)부터 등장)
- No.08 "복해사(覆海鯊)" (시즌 5에도 등장) (성별: ♂) (변신 형태: 상어) (속성: 물(水)) (에너지 코인(晶片): 2종) (파트너: 주가(周柯)(주호의 딸)(더블 히로인 중 한 명)) (제2회(제68회)부터 등장)
- No.09 "도천해(濤天海)" (성별: ♂) (변신 형태: 날치) (속성: 물(水)) (에너지 코인(晶片): 2종) (파트너: 주가(周柯)(주호의 딸)(더블 히로인 중 한 명)) (제2회(제68회)부터 등장)

합체 탄사(合體彈射) 시리즈 (No.10 ~ No.11)
- No.10 "어성신(御星神)" (시즌 4~5에도 등장) (성별: ♂) (변신 형태: 기사 & 페가수스) (속성: 바람(風)) (에너지 코인(晶片): 3종) (파트너: 카이(飛倫)(더블 주인공 중 한 명)) (제16회(제82회)부터 등장)
- No.11 "연옥(煉獄)" (시즌 5에도 등장) (성별: ♂) (변신 형태: 지옥견 & 오르토스) (속성: 불(火)) (에너지 코인(晶片): 3종) (파트너: 반살(潘薩)(악역) (제14회(제80회)~제49회(제115회)) (제49회(제115회)로 사망) → 카이(飛倫)(더블 주인공 중 한 명) (제50회(제116회)~제52회(제118회))) (제14회(제80회)부터 등장)

합체 련격(合體連擊) 시리즈 (No.12 ~ No.14)
- No.12 "포효(咆哮)" (성별: ♂) (변신 형태: 결합된 드래곤 쌍둥이) (속성: 바람(風)) (에너지 코인(晶片): 2종) (파트너: 좌융(左融)(친구)) (제27회(제93회)부터 등장)
- No.13 "수할(收割)" (성별: ♂) (변신 형태: 결합된 코뿔소 쌍둥이) (속성: 물(水)) (에너지 코인(晶片): 2종) (파트너: 장소(張昭)(악역 (제11회(제77회)~제29회(제95회)) → 친구 (제30회(제96회)~제52회(제118회)))) (제12회(제78회)부터 등장)
- No.14 "금단(禁斷)" (시즌 4~5에도 등장) (성별: ♂) (변신 형태: 결합된 뱀 쌍둥이) (속성: 땅(土)) (에너지 코인(晶片): 2종) (파트너: 엽람(葉嵐)(정학의 자매)(더블 히로인 중 한 명)) (제5회(제71회)부터 등장)

소탕(掃蕩) 시리즈 (No.15 ~ No.16)
- No.15 "렵천백(獵天魄)" (파트 1(제1회(제67회)~제26회(제92회))의 최종보스) (성별: ♂) (변신 형태: 용) (속성: 어둠(暗) (제24회(제90회)~제50회(제116회)) → 빛(光) (제51회(제117회)~제52회(제118회))) (에너지 코인(晶片): 4종) (파트너: 로사(羅煞)(악역) (제24회(제90회)~제50회(제116회)) (제52회(제118회)로 사망) → 카이(飛倫)(더블 주인공 중 한 명) (제51회(제117회)~제52회(제118회))) (제24회(제90회)부터 등장)
- No.16 "제운(帝隕)" (파트 2(제27회(제93회)~제52회(제118회))의 최종보스) (성별: ♂) (변신 형태: 크라켄) (속성: 어둠(暗)) (에너지 코인(晶片): 4종) (파트너: 로사(羅煞)(악역)(제52회(제118회)로 사망)) (제48회(제114회)부터 등장) (제52회(제118회)로 사망)

기타
- 진탕(震盪) (성별: ♂) (변신 형태: 2개 달린 드래곤) (속성: 바람(風)) (에너지 코인(晶片): 2종) (파트너: 감녕(甘寧)(좌융의 형)(친구)) (제27회(제93회)부터 등장) (완구 미출시)
- 여신(餘燼) (성별: ♂) (변신 형태: 검치호랑이) (속성: 불(火)) (에너지 코인(晶片): 1종) (파트너: 호림(虎霖)(악역)) (제27회(제93회)부터 등장) (완구 미출시)
- 야피(野皮) (성별: ♂) (변신 형태: 곰) (속성: 땅(土)) (에너지 코인(晶片): 1종) (파트너: 호삭(胡朔)(친구)) (제33회(제99회)부터 등장) (완구 미출시)

### 시즌 4 (爆裂飛車4 獸神出擊) (2021년) (시대 설정: 제운(帝隕)과의 최종 결전에서 1년후) (방송사: 자자 카툰(嘉佳卡通)) (《전투왕 구풍전혼 V》(戰鬥王 颶風戰魂V)(2018년 ~ 2020년)(《인피니티 나도》(戰鬥王 颶風戰魂)(2012년 ~ 2015년)의 리부트)(또한 올디가 제작)의 실패로 인해, 이 시즌부터 애니메이션이 2D에서 3D로 영구적로 변경되었다)
질속 탄사(疾速彈射) 시리즈 (B 시리즈)
- B-1 "파공 장응(破空長鷹)" (성별: ♂) (변신 형태: 독수리) (타입: 속도(敏)) (에너지 코인(晶片)의 색: 파랑) (에너지 코인(晶片): 1종) (파트너: 카이(飛倫)(더블 주인공 중 한 명)) (제1회(제119회)부터 등장)
- B-2 "렬옥 염호(烈獄炎虎)" (성별: ♂) (변신 형태: 호랑이) (타입: 힘(力)) (에너지 코인(晶片)의 색: 빨강) (에너지 코인(晶片): 1종) (파트너: 진(擎鋒)(카이의 동생)(더블 주인공 중 한 명)) (제1회(제119회)부터 등장)
- B-3 "서오 표(噬烏豹)" (시즌 5에도 등장) (성별: ♂) (변신 형태: 표범) (타입: 속도(敏)) (에너지 코인(晶片)의 색: 검정) (에너지 코인(晶片): 1종) (파트너: 흑복(黑伏)(악역(제1회(제119회)~제15회(제133회)) → 친구(제16회(제134회)~제26회(제144회)))) (제1회(제119회)부터 등장)
- B-4 "독문 석(毒紋蜥)" (시즌 5에도 등장) (성별: ♂) (변신 형태: 도마뱀) (타입: 속도(敏)) (에너지 코인(晶片)의 색: 검정) (에너지 코인(晶片): 1종) (파트너: 만의(曼依)(악역(제5회(제123회)~제15회(제133회)) → 친구(제16회(제134회)~제26회(제144회)))) (제5회(제123회)부터 등장)

맹수 각성(猛獸覺醒) 시리즈 (C 시리즈)
- C-1 "자갑 성(磁甲猩)" (시즌 5에도 등장) (성별: ♂) (변신 형태: 고릴라) (타입: 전술(技)) (에너지 코인(晶片)의 색: 주황) (에너지 코인(晶片): 1종) (파트너: 장동 박사(莊東博士)(친구)) (제5회(제123회)부터 등장)
- C-2 "청양 록(晴陽鹿)" (시즌 5에도 등장) (성별: ♀) (변신 형태: 사슴) (타입: 전술(技)) (에너지 코인(晶片)의 색: 주황) (에너지 코인(晶片): 1종) (파트너: 아희(亞希)(히로인)) (제2회(제120회)부터 등장)
- C-3 "릉파 웅(凌波熊)" (시즌 5에도 등장) (성별: ♂) (변신 형태: 곰) (타입: 힘(力)) (에너지 코인(晶片)의 색: 파랑) (에너지 코인(晶片): 1종) (파트너: 청아(清牙)(친구)) (제10회(제128회)부터 등장)

탄사 공룡(彈射恐龍) 시리즈 (D 시리즈)/이차 공번(二次空翻) 시리즈 (U 시리즈)
- D-1 "섬전 신조(閃電神鵰)" (시즌 5에도 등장) (성별: ♂) (변신 형태: 콘도르) (시리즈: 탄사 공룡(彈射恐龍)) (타입: 속도(敏)) (에너지 코인(晶片)의 색: 파랑) (공룡 전차(恐龍戰車): 도도(叨叨) (변신 형태: 트리케라톱스) (제14회(제132회)부터 등장)) (에너지 코인(晶片): 1종) (파트너: 카이(飛倫)(더블 주인공 중 한 명)) (제6회(제124회)부터 등장)
  - U-1 "섬전 신조 S(閃電神鵰S)" (섬전 신조의 진화) (성별: ♂) (변신 형태: 콘도르) (시리즈: 이차 공번(二次空翻)) (타입: 속도(敏)) (에너지 코인(晶片)의 색: 파랑) (공룡 전차(恐龍戰車): 도도(叨叨) (변신 형태: 트리케라톱스) (제14회(제132회)부터 등장)) (에너지 코인(晶片): 1종) (파트너: 카이(飛倫)(더블 주인공 중 한 명)) (제25회(제143회)부터 등장)
- D-2 "광화 웅사(狂火雄獅)" (성별: ♂) (변신 형태: 사자) (시리즈: 탄사 공룡(彈射恐龍)) (타입: 속도(敏)) (에너지 코인(晶片)의 색: 빨강) (공룡 전차(恐龍戰車): 적화(赤火) (변신 형태: 티라노사우루스) (제14회(제132회)부터 등장)) (에너지 코인(晶片): 1종) (파트너: 진(擎鋒)(카이의 동생)(더블 주인공 중 한 명)) (제9회(제127회)부터 등장)
  - U-2 "광화 웅사 S(狂火雄獅S)" (광화 웅사의 진화) (성별: ♂) (변신 형태: 검치호랑이) (시리즈: 이차 공번(二次空翻)) (타입: 속도(敏)) (에너지 코인(晶片)의 색: 빨강) (공룡 전차(恐龍戰車): 적화(赤火) (변신 형태: 티라노사우루스) (제14회(제132회)부터 등장)) (에너지 코인(晶片): 1종) (파트너: 진(擎鋒)(카이의 동생)(더블 주인공 중 한 명)) (제25회(제143회)부터 등장)
- D-3 "뢰정 광서(雷霆光犀)" (시즌 5에도 등장) (성별: ♂) (변신 형태: 코뿔소) (시리즈: 탄사 공룡(彈射恐龍)) (타입: 힘(力)) (에너지 코인(晶片)의 색: 주황) (공룡 전차(恐龍戰車): 소비(小飛) (시즌 5에도 등장) (변신 형태: 프테라노돈) (제14회(제132회)부터 등장)) (에너지 코인(晶片): 1종) (파트너: 아락(亞洛)(아희의 형)(악역(제3회(제121회)~제10회(제128회)) → 친구(제11회(제129회)~제26회(제144회)))) (제3회(제121회)부터 등장)
- D-4 "진지 맹마(震地猛獁)" (성별: ♂) (변신 형태: 매머드) (시리즈: 탄사 공룡(彈射恐龍)) (타입: 힘(力)) (에너지 코인(晶片)의 색: 빨강) (공룡 전차(恐龍戰車): 아아(雅雅) (변신 형태: 스테고사우루스) (제14회(제132회)부터 등장)) (에너지 코인(晶片): 1종) (파트너: 전삼(展森)(친구)(제21회(제139회)로 사망)) (제1회(제119회)부터 등장) (제21회(제139회)로 사망)
- 단멸 광갑(斷滅狂甲) (성별: ♂) (변신 형태: 사슴벌레) (시리즈: 탄사 공룡(彈射恐龍)) (타입: ???) (에너지 코인(晶片)의 색: 검정) (공룡 전차(恐龍戰車): 수라(修羅) (변신 형태: 캄프소사우루스) (제11회(제129회)부터 등장)) (에너지 코인(晶片): 1종) (파트너: 전도(錢濤)(악역(제11회(제129회)~제15회(제133회)) → 친구(제16회(제134회)~제26회(제144회)))) (제13회(제131회)부터 등장) (완구 미출시)

스페셜 시리즈 (X 시리즈)
- X-3 "오천 신룡(傲天神龍) & 어서 비휴(御瑞貔貅) & 상성 기린(祥聖麒麟)" (성별: ♂) (변신 형태: 용 (오천 신룡) & 비휴 (어서 비휴) & 기린 (상성 기린)) (타입: ??? (오천 신룡) & 속도(敏) (어서 비휴) & 힘(力) (상성 기린)) (에너지 코인(晶片)의 색: 금색 (오천 신룡) & 파랑 (어서 비휴) & 빨강 (상성 기린)) (에너지 코인(晶片): 4종) (파트너: 카이&진(飛倫&擎鋒)(더블 주인공)) (어서비휴&상성기린는 제16회(제134회)부터 등장. 오천신룡는 제17회(제135회)부터 등장)
- X-10 "명폭 룡왕(冥暴龍王)" (시즌 5에도 등장) (성별: ♂) (변신 형태: 드래곤) (타입: 힘(力)) (에너지 코인(晶片)의 색: 보라) (공룡 전차(恐龍戰車): 수라(修羅) (변신 형태: 캄프소사우루스) (제11회(제129회)부터 등장)) (에너지 코인(晶片): 1종) (파트너: 적마(赤魔)(악역)(최종보스) (제14회(제132회)~제24회(제142회)) (제26회(제144회)로 사망) → 카이&진(飛倫&擎鋒)(더블 주인공) (제25회(제143회)~제26회(제144회))) (제14회(제132회)부터 등장)

기타
- 련심 앵무(蓮心鸚鵡) (성별: ♀) (변신 형태: 앵무) (타입: 전술(技)) (에너지 코인(晶片)의 색: 주황) (에너지 코인(晶片): 1종) (파트너: 령당(鈴當)(친구)) (제12회(제130회)부터 등장) (완구 미출시)

### 시즌 5 (爆裂飛車5 晶碼迷蹤) (2024년 ~ 2025년) (시대 설정: 적마(赤魔)과의 최종 결전에서 2년후) (방송사:진잉 카툰(金鷹卡通))
폭능 사격(爆能射擊) 시리즈 (No.01 ~ No.05)
- No.01 "적릉풍(赤凌風)" (성별: ♂) (변신 형태: 독수리 갑주 로봇) (속성: 바람(風)) (에너지 코인(晶片)의 색: 파랑) (에너지 코인(晶片): 3종) (런처: 폭능 발사기(爆能發射器) (총)) (파트너: 카이(飛倫)(더블 주인공 중 한 명)) (제1회(제145회)(30분판: 제1회(제145회))부터 등장)
  - 적릉풍 S(赤凌風S) (적릉풍의 진화) (성별: ♂) (변신 형태: 독수리 갑주 로봇) (속성: 바람(風)) (에너지 코인(晶片)의 색: 파랑) (에너지 코인(晶片): 3종) (런처: 폭능 발사기(爆能發射器) (총)) (파트너: 카이(飛倫)(더블 주인공 중 한 명)) (제30회(제174회)(30분판: 제15회(제159회))부터 등장)
- No.02 "염백(焰魄)" (성별: ♂) (변신 형태: 호랑이 갑주 로봇) (속성: 불(火)) (에너지 코인(晶片)의 색: 빨강) (에너지 코인(晶片): 3종) (런처: 폭능 발사기(爆能發射器) (총)) (파트너: 진(擎鋒)(카이의 동생)(더블 주인공 중 한 명)) (제1회(제145회)(30분판: 제1회(제145회))부터 등장)
  - 염백 S(焰魄S) (염백의 진화) (성별: ♂) (변신 형태: 호랑이 갑주 로봇) (속성: 불(火)) (에너지 코인(晶片)의 색: 빨강) (에너지 코인(晶片): 3종) (런처: 폭능 발사기(爆能發射器) (총)) (파트너: 진(擎鋒)(카이의 동생)(더블 주인공 중 한 명)) (제30회(제174회)(30분판: 제15회(제159회))부터 등장)
- No.03 "백야(白夜)" (성별: ♀) (변신 형태: 알리콘) (속성: 빛(光)) (에너지 코인(晶片)의 색: 옥색) (에너지 코인(晶片): 3종) (런처: 폭능 발사기(爆能發射器) (총)) (파트너: 릉일(凌一)(히로인)) (제1회(제145회)(30분판: 제1회(제145회))부터 등장)
- No.04 "극주(極晝)" (성별: ♂) (변신 형태: 자칼) (속성: 땅(土)) (에너지 코인(晶片)의 색: 금색) (에너지 코인(晶片): 3종) (런처: 폭능 발사기(爆能發射器) (총)) (파트너: 풍림(風臨)(악역(제8회(제152회)~제26회(제170회)(30분판: 제4회(제148회)~제13회(제157회))) → 친구 (제27회(제171회)~제60회(제204회)(30분판: 제14회(제158회)~제30회(제174회))))) (제8회(제152회)(30분판: 제4회(제148회))부터 등장)
- No.05 "초음도(超音刀)" (성별: ♂) (변신 형태: 사마귀) (속성: 바람(風)) (에너지 코인(晶片)의 색: 녹색) (에너지 코인(晶片): 3종) (런처: 폭능 발사기(爆能發射器) (총)) (파트너: 금영(金榮)(악역)) (제1회(제145회)(30분판: 제1회(제145회))부터 등장)

전광 폭격(電光爆擊) 시리즈 (No.06 ~ No.08)
- No.06 "공익(空翼)" (성별: ♂) (변신 형태: 그리핀) (속성: 천둥(雷)) (에너지 코인(晶片)의 색: 파랑) (에너지 코인(晶片): 5종) (런처: 폭능 발사기(爆能發射器) (총)) (파트너: 카이(飛倫)(더블 주인공 중 한 명)) (제17회(제161회)(30분판: 제9회(제153회))부터 등장) (제26회(제170회)(30분판: 제13회(제157회))로 사망)
- No.07 "구인(颶刃)" (성별: ♂) (변신 형태: 호랑이) (속성: 땅(土)) (에너지 코인(晶片)의 색: 빨강) (에너지 코인(晶片): 5종) (런처: 폭능 발사기(爆能發射器) (총)) (파트너: 진(擎鋒)(카이의 동생)(더블 주인공 중 한 명)) (제17회(제161회)(30분판: 제9회(제153회))부터 등장) (제26회(제170회)(30분판: 제13회(제157회))로 사망)
- No.08 "성살(星煞)" (성별: ♂) (변신 형태: 전갈) (속성: 어둠(暗)) (에너지 코인(晶片)의 색: 보라) (에너지 코인(晶片): 5종) (런처: 폭능 발사기(爆能發射器) (총)) (파트너: 희살(希薩)(악역)) (제9회(제153회)(30분판: 제5회(제149회))부터 등장)

극속 발사(極速發射) 시리즈 (No.11 ~ No.14)
- No.11 "혈복(血蝠)" (스톰 나이트의 재탕) (성별: ♂) (변신 형태: 전사 로봇) (속성: 어둠(暗)) (에너지 코인(晶片)의 색: 빨강) (에너지 코인(晶片): 1종) (런처: 수병 발사기(手柄發射器) (그립) (완구판 만)) (파트너: 당주(唐周)(금영의 동생)(악역)) (제12회(제156회)(30분판: 제6회(제150회))부터 등장)
- No.12 "빙백(冰魄)" (피닉스 헌터의 재탕) (성별: ♂) (변신 형태: 전사 로봇) (속성: 물(水)) (에너지 코인(晶片)의 색: 옥색) (에너지 코인(晶片): 1종) (런처: 수병 발사기(手柄發射器) (그립) (완구판 만)) (파트너: 양양(洋洋)(친구)) (제11회(제155회)(30분판: 제6회(제150회))부터 등장)
- No.13 "현명(玄冥)" (블랙 울프의 재탕) (성별: ♂) (변신 형태: 늑대) (속성: 천둥(雷)) (에너지 코인(晶片)의 색: 보라) (에너지 코인(晶片): 1종) (런처: 수병 발사기(手柄發射器) (그립) (완구판 만)) (파트너: 진소천(秦小川)(친구)) (제2회(제146회)(30분판: 제1회(제145회))부터 등장)
- No.14 "환일륜(幻日輪)" (토네이도 이글의 재탕) (성별: ♂) (변신 형태: 독수리) (속성: 빛(光)) (에너지 코인(晶片)의 색: 파랑) (에너지 코인(晶片): 1종) (런처: 수병 발사기(手柄發射器) (그립) (완구판 만)) (파트너: 람삭(藍爍)(친구)) (제13회(제157회)(30분판: 제7회(제151회))부터 등장)

혹변 수동(酷變手動) 시리즈 (No.15 ~ No.18)
- No.15 "이호(二虎)" (잡몹) (변신 형태: 호랑이 갑주 로봇) (에너지 코인&런처은 필요하지 않다) (제20회(제164회)(30분판: 제10회(제154회))부터 등장)
- No.16 "응대(鷹大)" (잡몹) (변신 형태: 독수리 갑주 로봇) (에너지 코인&런처은 필요하지 않다) (제20회(제164회)(30분판: 제10회(제154회))부터 등장)
- No.17 "갈사(蠍四)" (잡몹) (변신 형태: 전갈 갑주 로봇) (에너지 코인&런처은 필요하지 않다) (제20회(제164회)(30분판: 제10회(제154회))부터 등장)
- No.18 "마삼(馬三)" (잡몹) (변신 형태: 알리콘 갑주 로봇) (에너지 코인&런처은 필요하지 않다) (제20회(제164회)(30분판: 제10회(제154회))부터 등장)

## 주제가

### 오프닝곡
「爆裂飛車」 (시즌 1)
작사: 맥소영(麥少榮), 작곡: 장소등(張小等), 노래: 만승제(萬乘齊)
「星座戰士」 (시즌 2)
작사: 려윤문(黎允文), 작곡: 대조(大鳥), 노래: 동산(東山)
「飛車力量」 (시즌 3 제1회(제67회) ~ 시즌 3 제26회(제92회))
작사: 허소영(許少榮), 작곡: 려윤문(黎允文), 노래: 발락다(勃樂多)
「守護和平」 (시즌 3 제27회(제93회) ~ 시즌 3 제52회(제118회))
작사: 황문광(黃文廣), 작곡: 려윤문(黎允文), 노래: 만승제(萬乘齊)
「獸神出擊」 (시즌 4) (《드래곤볼 슈퍼》(2015년 ~ 2022년)의 「한계×돌파 서바이버(限界×突破 サバイバー)」(2017년)의 표절)
작사: 삼본목(三本目), 작곡: 리빈(李斌), 노래: 라지항(羅智恆)
「爆裂登場」 (시즌 5)
작사&작곡: 진치현(陳治見), 노래: 라위락(羅瑋洛)

### 엔딩곡
「同心向前」 (시즌 1 ~ 시즌 3 제26회(제92회))
작사: 맥소영(麥少榮), 작곡: 장소등(張小等), 노래: 만승제(萬乘齊)
「守護和平」 (인스트루멘탈판) (시즌 3 제27회(제93회) ~ 시즌 3 제52회(제118회))
「獸神出擊」 (피아노판) (시즌 4)
「爆裂登場」 (인스트루멘탈판) (시즌 5)

## 에피소드 목록

### 시즌 1 (機甲獸神 爆裂飛車) (2016년) (방송사:자자 카툰(嘉佳卡通))
| 화차     | 주제         | 방송 일자       | 첫 등장한 조디악                                                                |
| -------- | ------------ | --------------- | ------------------------------------------------------------------------------- |
| 1화      | 爆裂出擊!    | 2016년 3월 14일 | 풍폭 엽응(風暴獵鷹) 마갈 패왕(魔蠍霸王) 강조 전웅(鋼爪戰熊) 렬화 광우(烈火狂牛) |
| 2화      | 流浪飛車     | 2016년 3월 15일 | 폭선 비룡(爆旋飛龍) 연옥 강조(煉獄鋼爪)                                         |
| 3화      | 爭奪覺醒晶片 | 2016년 3월 16일 | 렬공 비마(裂空飛馬)                                                             |
| 4화      | 安雅的陷阱   | 2016년 3월 17일 | 폭뢰 강갑(爆雷鋼甲)                                                             |
| 5화      | 尋找爆雷鋼甲 | 2016년 3월 18일 |                                                                                 |
| 6화      | 失憶風波     | 2016년 3월 19일 |                                                                                 |
| 7화      | 黑暗中的對手 | 2016년 3월 20일 | 초음 전복(超音戰蝠)                                                             |
| 8화      | 火熱的特訓   | 2016년 3월 21일 | 김강 명성(金剛冥猩)                                                             |
| 9화      | 徒弟的復仇   | 2016년 3월 22일 |                                                                                 |
| 10화     | 爆裂老師     | 2016년 3월 23일 |                                                                                 |
| 11화     | 進攻挑戰賽   | 2016년 3월 24일 | 절지 웅사(絕地雄獅) 굉천 폭룡(轟天爆龍) 총림 잠복자(叢林潛伏者)                 |
| 12화     | 新的同伴     | 2016년 3월 25일 |                                                                                 |
| 13화     | 過去的記憶   | 2016년 3월 26일 |                                                                                 |
| 14화     | 功夫高手武澤 | 2016년 3월 27일 |                                                                                 |
| 15화     | 兄弟登場     | 2016년 3월 28일 | 심연 거악(深淵巨鱷) 렬파 염룡(烈破炎龍)                                         |
| 16화     | 失蹤的搭檔   | 2016년 3월 29일 |                                                                                 |
| 17화     | 默契大作戰   | 2016년 3월 30일 |                                                                                 |
| 18화     | 擎鋒上當了   | 2016년 3월 31일 |                                                                                 |
| 19화     | 驚嚇大作戰   | 2016년 4월 1일  |                                                                                 |
| 20화     | 宇宙大冒險   | 2016년 4월 2일  |                                                                                 |
| 21화     | 粉紅兵團來襲 | 2016년 4월 3일  |                                                                                 |
| 22화     | 劍山上的激鬥 | 2016년 4월 4일  |                                                                                 |
| 23화     | 超能力者武澤 | 2016년 4월 5일  |                                                                                 |
| 24화     | 天外來客     | 2016년 4월 6일  |                                                                                 |
| 25화     | 高手的對決   | 2016년 4월 7일  |                                                                                 |
| 26화     | 最後的挑戰賽 | 2016년 4월 8일  | 비취석 룡(翡翠石龍)                                                             |
| 27화     | 前往神秘之地 | 2016년 4월 9일  |                                                                                 |
| 28화     | 大賽開始     | 2016년 4월 10일 | 요명 뢰우(妖冥雷羽) (완구 미출시)                                               |
| 29화     | 黑色晶片     | 2016년 4월 11일 |                                                                                 |
| 30화     | 雙人對戰     | 2016년 4월 12일 | 진홍 거망(真紅巨蟒) (완구 미출시)                                               |
| 31화     | 開心是什麼?  | 2016년 4월 13일 |                                                                                 |
| 32화     | 再遇凱颯     | 2016년 4월 14일 |                                                                                 |
| 33화     | 黑暗蔓延     | 2016년 4월 15일 | 서혼 전호(噬魂戰虎) (제40회로 사망)                                             |
| 34화     | 黑暗戰士     | 2016년 4월 16일 |                                                                                 |
| 35화     | 人氣大作戰   | 2016년 4월 17일 |                                                                                 |
| 36화     | 光明力量覺醒 | 2016년 4월 18일 |                                                                                 |
| 37화     | 危機爆發     | 2016년 4월 19일 |                                                                                 |
| 38화     | 光明使者     | 2016년 4월 20일 | 마환 파괴신(魔幻破壞神) (요새) (제40회에서 멸망) (완구 미출시)                  |
| 39화     | 尋找希望     | 2016년 4월 21일 | 폭렬 기동왕(爆裂機動王) (요새) (완구 미출시)                                    |
| 40화(終) | 最終決戰     | 2016년 4월 22일 |                                                                                 |

### 시즌 2 (爆裂飛車2 星能覺醒) (2017년) (방송사:툰맥스(哈哈炫動))
| 회차           | 부제                                  | 방송 일자       | 방송 일자        | 첫 등장한 조디악 |
| 회차           | 부제                                  | 중화인민공화국  | 대한민국         | 첫 등장한 조디악 |
| -------------- | ------------------------------------- | --------------- | ---------------- | --- |
| 1화(41회)      | 우주탐험의 시작 (開啟宇宙旅程)        | 2017년 3월 3일  | 2017년 9월 18일  | 스톰 나이트(風暴聖騎) (제25회(제65회)로 사망) 피닉스 헌터(爆旋獵兵) (제25회(제65회)로 사망) 토네이도 이글(漩渦邪凰) |
| 2화(42회)      | 양자리 별을 찾아 출발! (赤角星的冒險) | 2017년 3월 4일  | 2017년 9월 19일  | |
| 3화(43회)      | 안텔롭, 깨어나다! (白羊戰土覺醒)      | 2017년 3월 5일  | 2017년 9월 25일  | 블랙 울프(怒岩魔狼) 안텔롭(赤角火羚)                                                                                |
| 4화(44회)      | 전갈자리 별에 도착! (轟鳴的雷澤星)    | 2017년 3월 6일  | 2017년 9월 26일  | 스콜피온 킹(激流帝蠍)                                                                                               |
| 5화(45회)      | 전갈자리 별 기사, 스카 (天蠍的誓言)   | 2017년 3월 7일  | 2017년 10월 2일  | |
| 6화(46회)      | 천칭자리 기사의 배신 (背叛的戰士)     | 2017년 3월 7일  | 2017년 10월 3일  | 더블 드래곤(鋼翼戰龍)                                                                                               |
| 7화(47회)      | 그리니의 진심 (逐峰的真偽)            | 2017년 3월 8일  | 2017년 10월 9일  | |
| 8화(48회)      | 지니의 결단 (為守護而戰)              | 2017년 3월 8일  | 2017년 10월 10일 | 카프리콘(巨岩摩羯)                                                                                                  |
| 9화(49회)      | 쌍둥이 자매 기사 (分裂的雙子)         | 2017년 3월 9일  | 2017년 10월 16일 | 드림 트윈(夢幻雙星)                                                                                                 |
| 10화(50회)     | 기적의 바람 (奇蹟之風)                | 2017년 3월 9일  | 2017년 10월 17일 | |
| 11화(51회)     | 정글에서의 탐험 (叢林冒險)            | 2017년 3월 10일 | 2017년 10월 23일 | |
| 12화(52회)     | 사자자리 별 (藍焰行星)                | 2017년 3월 10일 | 2017년 10월 24일 | 파이언(烈焰狂獅) |
| 13화(53회)     | 사라진 우정 (消失的友情)              | 2017년 3월 11일 | 2017년 10월 30일 | 썬더 자이언트(霹靂巨靈)                                                                                             |
| 14화(54회)     | 사라진 별 (消逝的星光)                | 2017년 3월 11일 | 2017년 10월 31일 | 데블 팬텀(虛空魅影)                                                                                                 |
| 15화(55회)     | 탈출 대작전 (逃脫大作站)              | 2017년 3월 12일 | 2017년 11월 6일  | |
| 16화(56회)     | 깨어난 헤비 아머 (意志的繼承)         | 2017년 3월 12일 | 2017년 11월 7일  | 헤비 아머(重裝鎧王)                                                                                                 |
| 17화(57회)     | 궁수자리 기사의 노력 (奮起的射手)     | 2017년 3월 13일 | 2017년 11월 13일 | 킹 나이트(蒼穹爆王)                                                                                                 |
| 18화(58회)     | 광란의 레이싱 (熱血賽車)              | 2017년 3월 13일 | 2017년 11월 14일 | 셰도우 데몬(裂地崩龍)                                                                                               |
| 19화(59회)     | 설원의 전투 (冰雪作戰)                | 2017년 3월 14일 | 2017년 11월 20일 | |
| 20화(60회)     | 불굴의 신념 (守護的決心)              | 2017년 3월 14일 | 2017년 11월 21일 | 돌핀 소닉(音波鬥魚)                                                                                                 |
| 21화(61회)     | 다가오는 결전의 날 (決戰的倒計時)     | 2017년 3월 15일 | 2017년 11월 27일 | |
| 22화(62회)     | 마지막 별자리 기사 (最後的戰士)       | 2017년 3월 15일 | 2017년 11월 28일 | 자이언트 토러스(撼地神牛)                                                                                           |
| 23화(63회)     | 밝혀진 진실 (記憶甦醒)                | 2017년 3월 16일 | 2017년 12월 4일  | 아슈라 킹(修羅冥皇) (시즌 3 제47회(제113회)로 사망)                                                                 |
| 24화(64회)     | 로사의 부활 (羅煞復活)                | 2017년 3월 16일 | 2017년 12월 5일  | |
| 25화(65회)     | 사라진 별자리 파워 (粉碎的星座力量)   | 2017년 3월 17일 | 2017년 12월 11일 | 세인트 조디악(源始星神)                                                                                             |
| 26화(66회)(終) | 플라네테스의 결전 (決戰主星)          | 2017년 3월 17일 | 2017년 12월 12일 | |

### 시즌 3 (爆裂飛車3 獸神合體（星能覺醒2）) (2018년 ~ 2019년)
| 화차                                                   | 주제                                                   | 방송 일자                                              | 첫 등장한 조디악                                             |
| 파트 1 (2018년) (방송사: 중경 아동 채널(重慶少兒頻道)) | 파트 1 (2018년) (방송사: 중경 아동 채널(重慶少兒頻道)) | 파트 1 (2018년) (방송사: 중경 아동 채널(重慶少兒頻道)) | 파트 1 (2018년) (방송사: 중경 아동 채널(重慶少兒頻道))       |
| ------------------------------------------------------ | ------------------------------------------------------ | ------------------------------------------------------ | ------------------------------------------------------------ |
| 1화(67회)                                              | 戰火重燃                                               | 2018년 3월 12일                                        | 질영풍(疾影風) 뢰폭(雷暴) 빙봉설(冰封雪) 렬지염(裂地炎)      |
| 2화(68회)                                              | 默契的夥伴                                             | 2018년 3월 13일                                        | 복해사(覆海鯊) 도천해(濤天海)                                |
| 3화(69회)                                              | 新夥伴出現                                             | 2018년 3월 14일                                        | 무진화(無盡火)                                               |
| 4화(70회)                                              | 神秘老人                                               | 2018년 3월 15일                                        |                                                              |
| 5화(71회)                                              | 誤入陷阱                                               | 2018년 3월 16일                                        | 금단(禁斷)                                                   |
| 6화(72회)                                              | 來自遠古                                               | 2018년 3월 17일                                        |                                                              |
| 7화(73회)                                              | 會說話的挎包                                           | 2018년 3월 18일                                        |                                                              |
| 8화(74회)                                              | 可怕的三連擊!                                          | 2018년 3월 19일                                        | 거암(巨岩)                                                   |
| 9화(75회)                                              | 聯合大作戰                                             | 2018년 3월 20일                                        |                                                              |
| 10화(76회)                                             | 都是肉包惹的禍!                                        | 2018년 3월 21일                                        |                                                              |
| 11화(77회)                                             | 會飛的晶片                                             | 2018년 3월 22일                                        |                                                              |
| 12화(78회)                                             | 迷宮對決                                               | 2018년 3월 23일                                        | 수할(收割)                                                   |
| 13화(79회)                                             | 張昭的陷阱                                             | 2018년 3월 24일                                        |                                                              |
| 14화(80회)                                             | 探險地底世界                                           | 2018년 3월 25일                                        | 연옥(煉獄)                                                   |
| 15화(81회)                                             | 逃離大作戰                                             | 2018년 3월 26일                                        |                                                              |
| 16화(82회)                                             | 再度覺醒                                               | 2018년 3월 27일                                        | 어성신(御星神)                                               |
| 17화(83회)                                             | 敵人入侵                                               | 2018년 3월 28일                                        |                                                              |
| 18화(84회)                                             | 唱歌的箱子                                             | 2018년 3월 29일                                        | 사폭류(沙暴流) 용염폭(熔炎爆)                                |
| 19화(85회)                                             | 失敗的冒險                                             | 2018년 3월 30일                                        |                                                              |
| 20화(86회)                                             | 御星神的秘密                                           | 2018년 3월 31일                                        |                                                              |
| 21화(87회)                                             | 爆裂大冒險                                             | 2018년 4월 1일                                         |                                                              |
| 22화(88회)                                             | 消失的張昭                                             | 2018년 4월 2일                                         |                                                              |
| 23화(89회)                                             | 御星神的危機                                           | 2018년 4월 3일                                         |                                                              |
| 24화(90회)                                             | 黑暗降臨                                               | 2018년 4월 4일                                         | 렵천백(獵天魄)                                               |
| 25화(91회)                                             | 可怕的獵天魄                                           | 2018년 4월 5일                                         |                                                              |
| 26화(92회)                                             | 最終決戰                                               | 2018년 4월 6일                                         |                                                              |
| 파트 2 (2019년) (방송사: 자자 카툰(嘉佳卡通))          |                                                        |                                                        |                                                              |
| 27화(93회)                                             | 遠古後裔                                               | 2019년 3월 8일                                         | 포효(咆哮) 진탕(震盪) (완구 미출시) 여신(餘燼) (완구 미출시) |
| 28화(94회)                                             | 重遇舊敵                                               | 2019년 3월 9일                                         |                                                              |
| 29화(95회)                                             | 傳送遊戲                                               | 2019년 3월 10일                                        |                                                              |
| 30화(96회)                                             | 再見御星神                                             | 2019년 3월 11일                                        |                                                              |
| 31화(97회)                                             | 擎鋒的勁敵                                             | 2019년 3월 12일                                        |                                                              |
| 32화(98회)                                             | 錯認搭檔                                               | 2019년 3월 13일                                        |                                                              |
| 33화(99회)                                             | 活力搭檔                                               | 2019년 3월 14일                                        | 야피(野皮) (완구 미출시)                                     |
| 34화(100회)                                            | 誤入陷阱                                               | 2019년 3월 15일                                        |                                                              |
| 35화(101회)                                            | 雙子飛車合體!                                          | 2019년 3월 16일                                        |                                                              |
| 36화(102회)                                            | 牙疼風波                                               | 2019년 3월 17일                                        |                                                              |
| 37화(103회)                                            | 反敗為勝                                               | 2019년 3월 18일                                        |                                                              |
| 38화(104회)                                            | 合拍兄弟                                               | 2019년 3월 19일                                        |                                                              |
| 39화(105회)                                            | 捲土重來                                               | 2019년 3월 20일                                        |                                                              |
| 40화(106회)                                            | 復仇之心                                               | 2019년 3월 21일                                        |                                                              |
| 41화(107회)                                            | 穿越時空                                               | 2019년 3월 22일                                        |                                                              |
| 42화(108회)                                            | 回到過去                                               | 2019년 3월 23일                                        |                                                              |
| 43화(109회)                                            | 臨時搭檔                                               | 2019년 3월 24일                                        |                                                              |
| 44화(110회)                                            | 神秘鑰匙                                               | 2019년 3월 25일                                        |                                                              |
| 45화(111회)                                            | 奪回葉嵐                                               | 2019년 3월 26일                                        |                                                              |
| 46화(112회)                                            | 暴走的餘燼                                             | 2019년 3월 27일                                        |                                                              |
| 47화(113회)                                            | 守護者的使命                                           | 2019년 3월 28일                                        |                                                              |
| 48화(114회)                                            | 最後的晶片                                             | 2019년 3월 29일                                        | 제운(帝隕) (제52회(제118회)로 사망)                          |
| 49화(115회)                                            | 帝隕甦醒                                               | 2019년 3월 30일                                        |                                                              |
| 50화(116회)                                            | 奮戰不休                                               | 2019년 3월 31일                                        |                                                              |
| 51화(117회)                                            | 再見獵天魄                                             | 2019년 4월 1일                                         |                                                              |
| 52화(118회)(終)                                        | 守護未來                                               | 2019년 4월 2일                                         |                                                              |

### 시즌 4 (爆裂飛車4 獸神出擊) (2021년) (시대 설정: 제운(帝隕)과의 최종 결전에서 1년후) (방송사: 자자 카툰(嘉佳卡通)) (《전투왕 구풍전혼 V》(戰鬥王 颶風戰魂V)(2018년 ~ 2020년)(《인피니티 나도》(戰鬥王 颶風戰魂)(2012년 ~ 2015년)의 리부트)(또한 올디가 제작)의 실패로 인해, 이 시즌부터 애니메이션이 2D에서 3D로 영구적로 변경되었다)
| 화차            | 주제                  | 방송 일자        | 첫 등장한 조디악 |
| --------------- | --------------------- | ---------------- | --- |
| 1화(119회)      | 城市危機!加入戰隊     | 2021년 9월 16일  | 파공 장응(破空長鷹) 렬옥 염호(烈獄炎虎) 서오 표(噬烏豹) 진지 맹마(震地猛獁) (제21회(제139회)로 사망)                                                    |
| 2화(120회)      | 新夥伴的加入          | 2021년 9월 17일  | 청양 록(晴陽鹿) |
| 3화(121회)      | 赤魔之怒!被欺騙的少年 | 2021년 9월 18일  | 뢰정 광서(雷霆光犀) |
| 4화(122회)      | 亞希的成長            | 2021년 9월 19일  | |
| 5화(123회)      | 再遇!奇怪博士         | 2021년 9월 20일  | 독문 석(毒紋蜥) 자갑 성(磁甲猩) |
| 6화(124회)      | 能源公司的陰謀        | 2021년 9월 21일  | 섬전 신조(閃電神鵰) |
| 7화(125회)      | 閃電突襲!喚醒失憶飛車 | 2021년 9월 22일  | |
| 8화(126회)      | 晴陽鹿的超強必殺技!   | 2021년 9월 23일  | |
| 9화(127회)      | 沙漠火獅的強勢甦醒    | 2021년 9월 24일  | 광화 웅사(狂火雄獅) |
| 10화(128회)     | 荒漠森林中的惡熊      | 2021년 9월 25일  | 릉파 웅(凌波熊) |
| 11화(129회)     | 揭露真相!兄妹中的對決 | 2021년 9월 26일  | 수라(修羅) (공룡 전차(恐龍戰車)) |
| 12화(130회)     | 拯救行動!核礦山的塌陷 | 2021년 9월 27일  | 련심 앵무(蓮心鸚鵡) (완구 미출시) |
| 13화(131회)     | 意想不到的強敵        | 2021년 9월 28일  | 단멸 광갑(斷滅狂甲) (완구 미출시) |
| 14화(132회)     | 超強升級!恐龍戰車進化 | 2021년 9월 29일  | 도도(叨叨) (공룡 전차(恐龍戰車)) 적화(赤火) (공룡 전차(恐龍戰車)) 소비(小飛) (공룡 전차(恐龍戰車)) 아아(雅雅) (공룡 전차(恐龍戰車)) 명폭 룡왕(冥暴龍王) |
| 15화(133회)     | 大地神殿!坐標開啟     | 2021년 9월 30일  | |
| 16화(134회)     | 闖關大比拼            | 2021년 10월 1일  | 어서 비휴(御瑞貔貅) 상성 기린(祥聖麒麟) |
| 17화(135회)     | 背叛者的怒火          | 2021년 10월 2일  | 오천 신룡(傲天神龍) |
| 18화(136회)     | 揭開的黑暗真相        | 2021년 10월 3일  | |
| 19화(137회)     | 融合!邪暗之源降世     | 2021년 10월 4일  | |
| 20화(138회)     | 神殿!夥伴的肩膀       | 2021년 10월 5일  | |
| 21화(139회)     | 展森的最後囑託        | 2021년 10월 6일  | |
| 22화(140회)     | 黎明前的曙光          | 2021년 10월 7일  | |
| 23화(141회)     | 充能!赤魔來襲         | 2021년 10월 8일  | |
| 24화(142회)     | 開始吧!終極戰鬥       | 2021년 10월 9일  | |
| 25화(143회)     | 十二飛車終團聚        | 2021년 10월 10일 | 섬전 신조 S(閃電神鵰S) (섬전 신조의 진화) 광화 웅사 S(狂火雄獅S) (광화 웅사의 진화)                                                                     |
| 26화(144회)(終) | 結束吧!終極必殺技     | 2021년 10월 11일 | |

### 시즌 5 (爆裂飛車5 晶碼迷蹤) (2024년 ~ 2025년) (시대 설정: 적마(赤魔)과의 최종 결전에서 2년후)
| 회차                                          | 회차                                          | 제목                                          | 방송 일자                                     | 첫 등장한 조디악 |
| 15분판                                        | 30분판                                        | 제목                                          | 방송 일자                                     | 첫 등장한 조디악 |
| 파트 1 (2024년) (방송사: 진잉 카툰(金鷹卡通)) | 파트 1 (2024년) (방송사: 진잉 카툰(金鷹卡通)) | 파트 1 (2024년) (방송사: 진잉 카툰(金鷹卡通)) | 파트 1 (2024년) (방송사: 진잉 카툰(金鷹卡通)) | 파트 1 (2024년) (방송사: 진잉 카툰(金鷹卡通))                                                                             |
| --------------------------------------------- | --------------------------------------------- | --------------------------------------------- | --------------------------------------------- | --- |
| 1회(145회)                                    | 1회(145회)                                    | 真假飛倫                                      | 2024년 9월 13일                               | 적릉풍(赤凌風) 염백(焰魄) 백야(白夜) 초음도(超音刀)                                                                       |
| 2회(146회)                                    | 1회(145회)                                    | 末日危機                                      | 2024년 9월 13일                               | 현명(玄冥) (블랙 울프의 재탕)                                                                                             |
| 3회(147회)                                    | 2회(146회)                                    | 雲端方舟                                      | 2024년 9월 13일                               | |
| 4회(148회)                                    | 2회(146회)                                    | 陰謀與真相                                    | 2024년 9월 13일                               | |
| 5회(149회)                                    | 3회(147회)                                    | 神秘少女                                      | 2024년 9월 13일                               | |
| 6회(150회)                                    | 3회(147회)                                    | 謠言真相                                      | 2024년 9월 13일                               | |
| 7회(151회)                                    | 4회(148회)                                    | 扭蛋娃娃機                                    | 2024년 9월 14일                               | |
| 8회(152회)                                    | 4회(148회)                                    | 黑市危機                                      | 2024년 9월 14일                               | 극주(極晝) |
| 9회(153회)                                    | 5회(149회)                                    | 隊長之路                                      | 2024년 9월 15일                               | 성살(星煞) |
| 10회(154회)                                   | 5회(149회)                                    | 神秘希薩                                      | 2024년 9월 15일                               | |
| 11회(155회)                                   | 6회(150회)                                    | 三無直播間                                    | 2024년 9월 16일                               | 빙백(冰魄) (피닉스 헌터의 재탕)                                                                                           |
| 12회(156회)                                   | 6회(150회)                                    | 「喜劇」大師                                  | 2024년 9월 16일                               | 혈복(血蝠) (스톰 나이트의 재탕)                                                                                           |
| 13회(157회)                                   | 7회(151회)                                    | 飛車打工記                                    | 2024년 9월 17일                               | 환일륜(幻日輪) (토네이도 이글의 재탕)                                                                                     |
| 14회(158회)                                   | 7회(151회)                                    | 隱身鬥篷                                      | 2024년 9월 17일                               | |
| 15회(159회)                                   | 8회(152회)                                    | 廣告災難                                      | 2024년 9월 18일                               | |
| 16회(160회)                                   | 8회(152회)                                    | 神秘信號                                      | 2024년 9월 18일                               | |
| 17회(161회)                                   | 9회(153회)                                    | 初次見面                                      | 2024년 9월 19일                               | 공익(空翼) (제26회(제170회)(30분판: 제13회(제157회))로 사망) 구인(颶刃) (제26회(제170회)(30분판: 제13회(제157회))로 사망) |
| 18회(162회)                                   | 9회(153회)                                    | 飛車大將                                      | 2024년 9월 19일                               | |
| 19회(163회)                                   | 10회(154회)                                   | 朋友的驚喜                                    | 2024년 9월 20일                               | |
| 20회(164회)                                   | 10회(154회)                                   | 灰域之謎                                      | 2024년 9월 20일                               | 이호(二虎) (잡몹) 응대(鷹大) (잡몹) 갈사(蠍四) (잡몹) 마삼(馬三) (잡몹)                                                   |
| 21회(165회)                                   | 11회(155회)                                   | 勇闖魔尺島                                    | 2024년 9월 21일                               | |
| 22회(166회)                                   | 11회(155회)                                   | 面具神秘人                                    | 2024년 9월 21일                               | |
| 23회(167회)                                   | 12회(156회)                                   | 回憶往事                                      | 2024년 9월 22일                               | |
| 24회(168회)                                   | 12회(156회)                                   | 第二枚彩蛋                                    | 2024년 9월 22일                               | |
| 25회(169회)                                   | 13회(157회)                                   | 凌琳的線索                                    | 2024년 9월 23일                               | |
| 26회(170회)                                   | 13회(157회)                                   | 瘋狂棋局戰                                    | 2024년 9월 23일                               | |
| 27회(171회)                                   | 14회(158회)                                   | 解救凌琳                                      | 2024년 9월 24일                               | |
| 28회(172회)                                   | 14회(158회)                                   | 灰域終點                                      | 2024년 9월 24일                               | |
| 29회(173회)                                   | 15회(159회)                                   | 意料之外                                      | 2024년 9월 25일                               | |
| 30회(174회)                                   | 15회(159회)                                   | 危機大逆轉                                    | 2024년 9월 25일                               | 적릉풍 S(赤凌風S) (적릉풍의 진화) 염백 S(焰魄S) (염백의 진화)                                                             |
| 파트 2 (2025년)                               |                                               |                                               |                                               | |

## 모바일 게임
- 機甲獸神 爆裂飛車 (2016년) (안드로이드, iOS)
- 爆裂飛車2 星能覺醒 (2017년) (안드로이드, iOS)
- 爆裂飛車 獸神合體 (2020년) (안드로이드, iOS)

## 같이 보기
- 메가파이터
- 터닝메카드/터닝메카드 R/빠샤메카드/메카드볼/터닝메카드 갓
- 듀비카/듀얼몬스터카